# Tava Colo
Pour les articles homonymes, voir Colo (homonymie).
Ne doit pas être confondu avec Élisabeth Collot.
Tava Colo, née le 22 décembre 1902 à Passamaïnty (Mamoudzou, Mayotte) et morte le 1er mai 2021 à Mamoudzou, est une supercentenaire française. Possible doyenne des Français à partir du 1er juillet 2016, date de la mort d'Eudoxie Baboul, elle n'est cependant identifiée par les médias qu'en octobre 2017 ; sa date de naissance est cependant sujette à caution. À la mort de Chiyo Miyako le 22 juillet 2018, elle devient la principale candidate au titre de doyenne de l'humanité. Après sa mort le 1er mai 2021, Kane Tanaka garde toujours son titre.

## Biographie
Tava Colo est née à Mayotte sous le régime colonial, dans une île encore peu peuplée et surtout très peu développée, essentiellement rurale.
Dans les années 1960, alors que la question de l'indépendance de Mayotte se pose (les Comores l'obtiendront en 1975), elle prend parti avec les « chatouilleuses » pour le maintien de Mayotte au sein de la République française, et entreprend une carrière politique dans ce qui deviendra le Mouvement départementaliste mahorais. Malgré cet engagement, sa présence au mariage de son neveu avec une partisane de l'indépendance lui coûta son statut de cheffe de village,. Elle abandonne alors la politique pour se concentrer sur sa famille, très étendue. Dotée d'un caractère fort et indépendant, elle n'hésite ainsi pas à répudier son troisième mari qui se plaignait qu'elle passe autant de temps avec ses petits-enfants. Avec l'âge, elle est devenue une figure de sagesse dans son village et dans tout Mayotte, gardienne de nombreux savoirs ancestraux (médecine traditionnelle, pêche au djarifa, travaux des champs, poterie...) et réglant avec autorité de nombreux conflits villageois.

## Famille
Tava Colo a eu deux filles (toutes deux issues de son premier mariage), aujourd'hui décédées. Celles-ci lui ont donné 10 petits-enfants (1 de l'aînée, 9 de la cadette), qui ont donné à leur tour 40 arrière-petits enfants, et 55 arrière-arrière-petits-enfants.

## Doyenne des Français
Tava Colo devient doyenne des Français « de fait » au 1er juillet 2016, date de la mort de la précédente doyenne Eudoxie Baboul. Cependant, elle n'est « découverte » par les médias qu'en octobre 2017, alors que trois autres doyennes putatives, plus jeunes, ont eu le temps d'être gratifiées du titre : Élisabeth Collot, Honorine Rondello et Lucile Randon.
Tava Colo devient le 6 juillet 2018, date de la mort de Giuseppina Projetto, la vice-doyenne de l'humanité. À la mort de la Japonaise Chiyo Miyako le 22 juillet 2018, elle devient candidate au titre de doyenne de l'humanité ; le titre officiel étant accordé à Kane Tanaka, de onze jours sa cadette.
Selon toute vraisemblance, elle est la dernière personne connue née en 1902.
Elle meurt le 1er mai 2021 .

## Contestations
Certaines sources ont avancé que les actes d'état civil mahorais antérieurs à 1977 seraient sujets à caution et désignent Lucile Randon, plus jeune d'un peu plus d'un an, comme doyenne officielle. Cependant il n'y a aucune raison de croire que les cadis mahorais du début du XXe siècle auraient falsifié la date de naissance de Tava Colo et sa carte nationale d'identité est parfaitement valide, ce qui fait d'elle dans tous les cas la doyenne effective.
Cependant, en l'absence d'un certificat de naissance vérifiable, les autorités internationales de validation des supercentenaires (Gerontology Research Group organization) ne reconnaissent pas le record de Tava Colo.